# Rithvik Choudary Bollipalli
Rithvik Choudary Bollipalli (ur. 17 stycznia 2001 w Hajdarabadzie) – hinduski tenisista, reprezentant kraju w Pucharze Davisa.

## Kariera tenisowa
W zawodach rangi ITF Men’s World Tennis Tour zaczął startować od 2022 roku. W cyklu ATP Tour jest zwycięzcą dwóch turniejów gry podwójnej.
Zadebiutował w Wielkim Szlemie podczas Australian Open 2025, gdzie startował w parze z Ryanem Seggermanem. Para odpadła w pierwszej rundzie.
W lutym 2025 roku po raz pierwszy zagrał dla reprezentacji Indii o Puchar Davisa.
W rankingu gry podwójnej najwyżej był na 65. miejscu (3 marca 2025).

### Finały w turniejach ATP Tour
| Legenda                                      |
| -------------------------------------------- |
| Wielki Szlem                                 |
| Igrzyska olimpijskie                         |
| Tennis Masters Cup / ATP Finals              |
| ATP Masters Series / ATP Tour Masters 1000   |
| ATP International Series Gold / ATP Tour 500 |
| ATP International Series / ATP Tour 250      |

#### Gra podwójna (2–0)
| Końcowy wynik | Nr | Data                 | Turniej  | Nawierzchnia  | Partner            | Przeciwnicy                         | Wynik finału       |
| ------------- | -- | -------------------- | -------- | ------------- | ------------------ | ----------------------------------- | ------------------ |
| Zwycięzca     | 1. | 21 października 2024 | Ałmaty   | Twarda (hala) | Arjun Kadhe        | Nicolás Barrientos Skander Mansouri | 3:6, 7:6(3), 14–12 |
| Zwycięzca     | 2. | 2 marca 2025         | Santiago | Ceglana       | Nicolás Barrientos | Máximo González Andrés Molteni      | 6:3, 6:2           |